# Internuntius

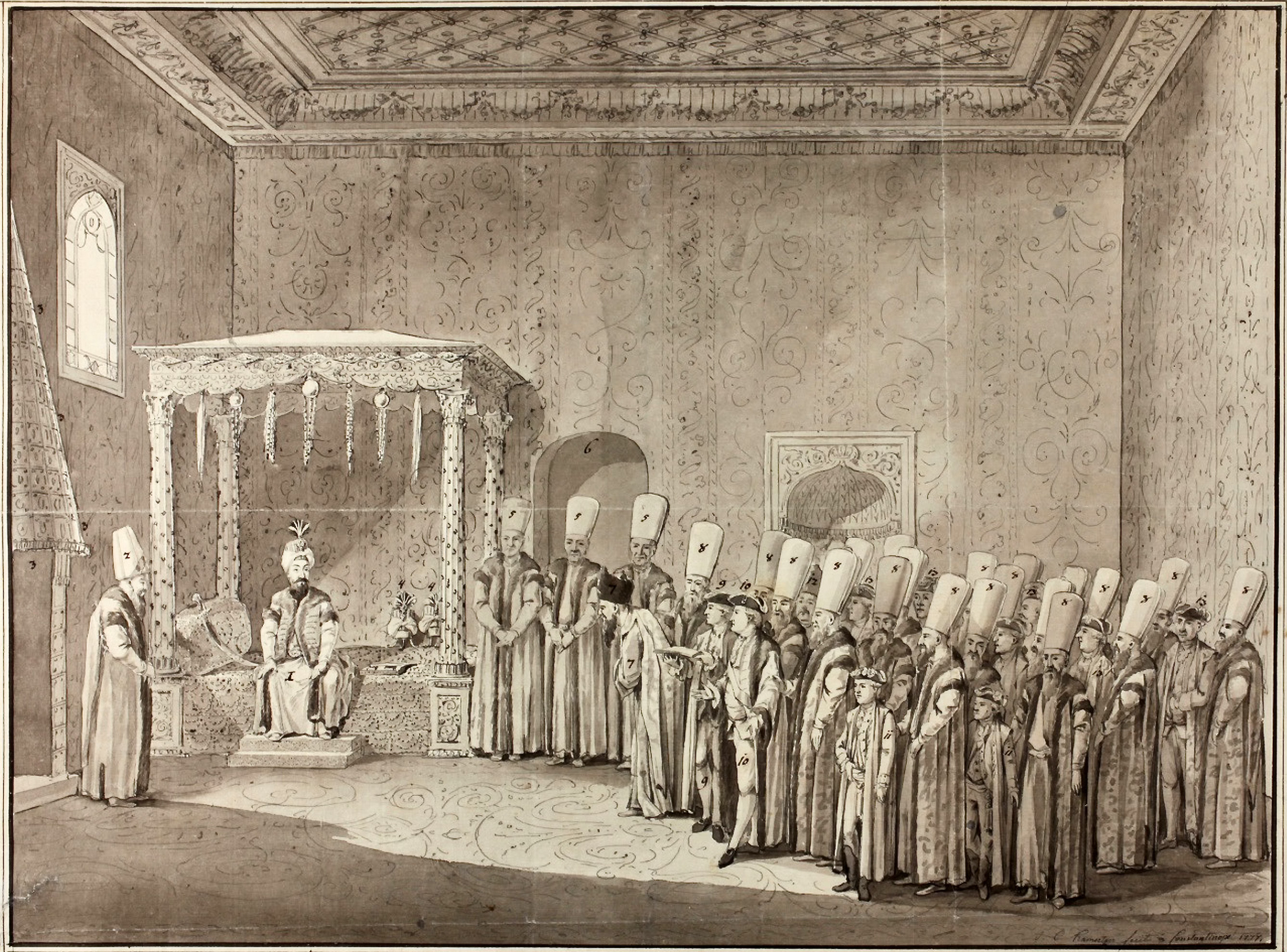
Antrittsbesuch des polnischen Internuntius bei der Hohen Pforte, Karol Boscamp-Lasopolski, bei Sultan Abdülhamid I. (1777)

Internuntius (aus dem Lateinischen) war ein päpstlicher Gesandter zweiten Ranges in Staaten, in denen aufgrund fehlender Vorgänge kein Nuntius benötigt wurde.
Auch nannte man früher den österreichischen Gesandten in Konstantinopel Internuntius, da Österreich mit dem Osmanischen Reich im Jahre 1533 nur einen Waffenstillstand (Vertrag von Konstantinopel) geschlossen hatte und deshalb nur einen einstweiligen Vertreter unterhielt.
Der Begriff wird heute nicht mehr verwendet.